# Aitor Embela
Aitor Embela (Figueres, 17 de abril de 1996) é um futebolista profissional guineense que atua como goleiro.

## Carreira
Aitor Embela representou o elenco da Seleção Guinéu-Equatoriana de Futebol no Campeonato Africano das Nações de 2015.